# Цифровой (роман)
«Цифровой» (2009) — фантастический роман Марины и Сергея Дяченко, вторая часть условного цикла «Метаморфозы». Удостоен премий «Серебряная стрела» (Серебряная стрела — 2009 // Лучший мужской образ), «Мир фантастики» (Итоги 2009 // Лучшее отечественное городское фэнтези), «Филигрань» (Филигрань, 2010 // Большая Филигрань) и «Странник» (Странник, 2010 // Лучший сюжет.
Роман «Цифровой» находится в русле традиции фантастики предупреждения. В основе «Цифрового» — идея о порабощении человека современной цифровой цивилизацией. 
По мнению писателя и критика В. Пузия, первая и вторая части цикла, «Vita Nostra» и «Цифровой», связаны не сюжетно, а скорее тематически: оба романа написаны о том, как и в каком направлении можно сознательно изменить человека («сознательно» означает манипуляцию). Однако кандидат филологических наук Д. Маркова утверждает, что «Vita Nostra» и «Цифровой» связаны основной сюжетной схемой и системой персонажей: «В центре — учитель и талантливый ученик, который открывает для себя новые, ведущие к преображению способности, и плата за них».

## Сюжет
Арсен Снегов — четырнадцатилетний подросток, реальную жизнь которому заменили компьютерные игры, и в них он добивается немалых успехов. Однажды, поссорившись с родителями, он уходит из дома и, посетив интернет-кафе, встречает там незнакомца по имени Максим, предлагающего ему работу его мечты: получать деньги от крупной фирмы за прохождение компьютерных игр. Согласившись, Арсен спустяя некоторое время понимает, в какой необычной организации он оказался, став за короткое время из обычного подростка всемогущим человеком, желания которого исполняются.
Цифровой по имени Максим способен превращать людей в компьютерные программы, блоги и компьютерные игры; его помощники сами превращаются в носителей специальных программ в сознании — иначе говоря, в своего рода компьютеры. Сам Цифровой практически бессмертен: «Если загрузить сохранённый файл — да, твое предыдущее тело самоудалится. Ты воскреснешь не только в цифре, но и в мясе», — так он объясняет принцип своего бессмертия. На протяжении романа Арсен Снегов постепенно превращается в Цифрового: «Я в Сети. Я цифровой. Я программа, меня много, я дублирую себя, воспроизвожу. Я заархивированный файл. Текстовой файл. Ох, тесно, но придется потерпеть». В конце романа Арсен, который пытается сопротивляться действиям Цифрового, превращается в компьютерную игру, как и некоторые другие персонажи романа (сумасшедший преподаватель литературы, превратившийся в игру «Преступление и наказание», и одноклассница Арсена, превратившаяся в игру «Девичий закон»), и отец Арсена покупает игру, которой стал его сын.

## Жанр
По утверждению литературоведа Татьяны Хоруженко, в «Цифровом» сочетаются признаки антиутопии и городского социально-психологического фэнтези. Как указывает Т. Хоруженко, в романе ярко выражен пафос предупреждения — отличительная черта антиутопий. По мнению биографа М. и С. Дяченко Юлии Андреевой, «Цифровой» следует отнести к жанру посткиберпанка:326.

## Проблематика
В романе «Цифровой» Дяченко ставят точный диагноз такому пороку современности, как виртуализация или «офейсбучивание» общества, в котором разрываются все естественные связи и выстраиваются новые, природа которых непонятна. Мир, изображённый Дяченко, превращён в глобальную игру, где душа человека эквивалентна информационному потоку, она лишена и любви, и смерти, для нее существуют только специальные программы, помогающие потреблять блага цивилизации. Происходит банализация мышления, мир романа делится по принципу «свой — чужой», люди оказываются кнопками, на которые очень легко нажимать. По мнению Д. Марковой, «страх перед компьютером, перед виртуальностью — подмена настоящей проблемы. Легче бороться с сетевыми играми (компьютер можно и продать, как делают родители Арсена в отсутствие сына), чем с холодностью, отсутствием любви и интереса друг к другу, скукой, взаимонепониманием».
Е. Иванова подчёркивает, что, несмотря на стремление испугать читателей такой картиной, в романе присутствует сладкий привкус предвкушения. Арсен становится героем компьютерной игры, его подруга Марьяна целиком переходит в «мертвый» ЖЖ-дневник и обретает громадную аудиторию френдов — но именно об этом они и мечтали.
По утверждению В. Пузия, «Цифровой» злободневнее, чем предыдущий роман цикла «Метаморфозы», «Vita Nostra»: авторы в нём показывают, во что постепенно превращается современная цивилизация, и превращается вполне добровольно. Показаны механизмы вовлечения в бесконечную игру; то, за счёт чего человека привязывают к совершенно бессмысленным вещам, и как работает принцип распознавания маркеров «свой — чужой». В. Пузий отмечает, что местами «Цифровой» звучит как горькая сатира — при этом не лишённая динамичного сюжета и глубокой психологической прорисовки персонажей; Дяченко написали многослойный и спорный роман. В нём можно увидеть параллели с «Матрицей» или «Нейромантом», но «Цифровой» — всё же не киберпанк: несмотря на сходство фантастических допущений, отличаются и интонации, и идейный посыл. В стремительном развитии информационных технологий Дяченко, по-видимому, обнаруживают корень многих бед; точнее, обнаруживают его в том, что духовный и интеллектуальный уровень человечества не поспевает за информационными технологиями. В какой-то мере «Цифровой» — и антиутопия, а в финале содержатся стивенкинговские нотки.
Как указывает Д. Маркова, «Цифровой» — роман о тотальной манипуляции, явной и скрытой, намеренной и неосознанной. Подросток Арсен и прежде, чем познакомился с Максимом, подумывал о том, как бы управлять родителями, а они, в свою очередь, пытались справиться с чересчур много времени тратящим на компьютерные игры сыном. При вмешательстве Максима в жизнь Арсена манипуляция многократно увеличивается, становится единственной основой взаимодействия между людьми. Максим манипулирует Арсену, предлагая подростку, смотрящему на жизнь с подростковыми максимализмом, подростковыми романтичностью, цинизмом, желаниями и страхами, исполнение его желаний.
Е. Маринова пишет, что в «Цифровом», как и в ряде произведений других авторов, затрагивающих проблемы, связанные с IT-сферой, критикуется грубое вмешательство в сознание личности, манипулирование им при видимости свободы и воли человека, что реализуется в романе с помощью метафоры кода, программирования, «цифры». Вместо субъекта, индивида человек становится объектом — набором кодов, поддающимся управлению помимо воли самого носителя. Человек уподобляется игровому персонажу, а жизнь — компьютерной игре. Негативная оценка погружения в виртуальный мир, зависимости от него и неспособности ценить «реал», получая в романе негативную оценку, реализуется в резких, неожиданных метафорах: «У меня дома две приставки, подумал он [Арсен о родителях] с ужасом. К телевизору и ноутбуку»; «Небо, обрамленное линиями крыш, было похоже на монитор. Будто завис скринсейвер».